# Raffaele Di Muro
Raffaele Di Muro OFM Conv. (* 25. März 1969 in Lucera) ist ein italienischer Ordensgeistlicher und seit 2021 Dekan der Päpstlichen Theologischen Fakultät San Bonaventura (Seraphicum).

## Leben
Raffaele Di Muro trat der Ordensgemeinschaft der konventualen Franziskaner-Minderbrüder (Franziskaner-Minoriten; Minoriten) bei und gehört der Provinz des Seraphischen Vaters Franziskus in Italien (Neapel) an. Seine einfache Profess legte er am 29. August 1997 ab, seine feierliche am 9. September 2000. Am 24. März 2001 wurde er zum Diakon geweiht und empfing am 11. August 2001 von Francesco Zerrillo, Bischof von Lucera-Troia, in Lucera die Priesterweihe.
Er studierte nach dem Noviziat Philosophie und Theologie am Seraphicum und erwarb 2004 einen Doktortitel in Theologie an der Päpstlichen Theologischen Fakultät St. Bonaventura (2004), einen Abschluss in Politikwissenschaften an der Universität Bari (1996) und ein Diplom in Graphologie am Institut G. Moretti in Rom (2001).
Di Muro bekleidete eine Reihe von Ämtern an der Fakultät von San Bonaventura, und zwar als ordentlicher Professor für Spirituelle Theologie und franziskanische Spiritualität, als Direktor des Kolbian-Lehrstuhls und als Direktor der Schule Seraphicum für Graphologie und Ökonomie. Zudem war er Dozent für Mystische Theologie an der Päpstlichen Theologischen Fakultät „Teresianum“.
Er ist Herausgeber des Wörterbuchs der christlichen mystischen Phänomene und Mitglied des Kuratoriums des Wörterbuchs der Mystik, das von der Libreria Editrice Vaticana (LEV) herausgegeben wurde. Zudem hat er eine Ausgabe der Schriften des Heiligen Maximilian Kolbe redigiert, Di Muro gilt als Experte für das Leben von Maximilian Kolbe. Er hat eine Reihe von Studien über die franziskanische Spiritualität verfasst, mit besonderem Bezug auf den heiligen Franziskus und die heilige Klara. Er ist Konsultor der Kongregation für die Selig- und Heiligsprechungsprozesse, mit der er eine intensive Zusammenarbeit pflegt. Er nimmt jährlich am Forum der Dozenten für Spirituelle Theologie teil und hält Vorträge zu den behandelten Themen. Als Graphologe ist er Leiter des Kurses für pastorale Graphologie an der Fakultät San Bonaventura. Er war Bischofsvikar für das gottgeweihte Leben im Erzbistum Benevento (2005–2009).
Seit 2021 ist er der Dekan (Präsident) der Päpstlichen Theologischen Fakultät San Bonaventura (P.F.T.S.B.).
Im April 2025 wurde er von Kardinalgroßmeister Fernando Filoni in den Ritterorden vom Heiligen Grab zu Jerusalem investiert.

## Schriften
- Fra’ Alessio Pacifico, il frate dell’umiltà e del servizio, Benevento 2000.
- La mistica sponsale e contemplativa di Chiara d’Assisi, La Laurenziana, Napoli 2005.
- Amare come Gesù, segreto per una vita fraterna armoniosa, USMI, Benevento 2005.
- Amare come Maria, L’Immacolata maestra e guida nella via della consacrazione, USMI, Benevento 2006.
- Amare Dio con la semplicità dei piccoli. Spiritualità della Serva di Dio Rachelina Ambrosini, Edizioni San Paolo, Cinisello Balsamo (MI) 2010.
- Tu sei fortezza. La preghiera nell’esperienza di Francesco d’Assisi e San Massimiliano Kolbe, Edizioni dell’Immacolata, Bologna 2010.
- L’accoglienza degli umili. Vita e spiritualità di Rosa Lamparelli, Edizioni San Paolo, Cinisello Balsamo 2011.
- Uniti nella sequela. L’amicizia spirituale in Francesco e Chiara d’Assisi, IF Press, Morolo 2011.
- La mistica sponsale e contemplativa di Chiara d’Assisi, IF Press, Morolo 2011.
- La forza dell’ascolto. Vita e spiritualità del Beato Bonaventura da Potenza, Verbum Ferens, Napoli 2011.
- La mistica di Santa Chiara. Dimensioni e attualità, Casa Editrice Miscellanea Francescana, Roma 2012.
- Massimiliano Kolbe. Un mistico nella scia dell’Immacolata, Libreria Editrice Vaticana, Città del Vaticano 2013.
- Massimiliano Kolbe, pensieri mariani, Città del Vaticano 2013.
- Breve Storia della Spiritualità Cristiana, Ancora, Milano 2013.
- La sofferenza in S. Massimiliano Kolbe, Libreria Editrice Vaticana, Città del Vaticano 2014.
- Massimiliano Kolbe, il trionfo dell’amore, Città del Vaticano 2016.